# Ali Abdallah Ayyoub
Ali Abdallah Ayyoub (en arabe : علي عبد الله أيوب), né le 28 avril 1952 à Lattaquié, est un général syrien et le ministre de la Défense de 2018 à 2022.

## Biographie
Ali Abdallah Ayyoub est un alaouite originaire de Lattaquié. Lors de la guerre civile syrienne, il est nommé à la tête de l'état-major général de l'armée arabe syrienne par le président syrien Bachar el-Assad le 18 juillet 2012. 
La nomination d'Ayyoub en tant que chef de l'état-major est la conséquence de la promotion de Fahd al-Freij au poste de ministre de la Défense et commandant en chef adjoint des forces armées, à la suite de l'attentat de Damas en 2012. 
Ayyoub a précédemment servi comme chef adjoint de l'état-major général, chargé de la planification des niveaux opérative et stratégique interarmées.  
Le général Ayyoub est considéré comme un spécialiste des troupes de manœuvre et un expert en guerre terrestre.  
Ayyoub est activement impliqué dans les efforts du gouvernement pour reprendre et ré-affirmer le contrôle de l'armée arabe syrienne dans des secteurs clés de Damas, Alep, Deir ez-Zor et Al Bukamal . 
Le 1er janvier 2018, il est nommé ministre de la Défense de la République arabe syrienne en remplacement de Fahd al-Freij.
Le 21 août 2018, le convoi du ministre de la Défense de la République arabe syrienne Ali Abdallah Ayyoub, en déplacement à al-Suwayda, est directement visé par des tirs. 
En 2019, il est placé sous sanctions par les États-Unis, en raison de sa responsabilités de nombreuses exactions et crimes commis contre des civils aux débuts du soulèvement pacifique en mars 2011, à Deraa, Soueïda et Jisr al-Choghour, ensuite en raison de sa position de chef adjoint de l'état-major général de l'armée et des forces armées entre septembre 2011 et juillet 2012, enfin en tant chef d'état-major général de l'armée et des forces armées, jusqu'au début de 2018, quand Ayyoub est considéré comme « directement responsable de tous les crimes commis par les unités de l'armée, en particulier de crimes qui lieu dans les Ghouta orientale et occidentale, les régions de Homs, Alep, Idlib, Hama, Daraa, Lattaquié, Deir ez-Zor et d'autres villes, villages et villages de toute la Syrie ».
En 2023, la France émet un mandat d'arrêt contre lui, ainsi que contre trois autres hauts gradés syriens, dont le général de division Fahed Jassem Al-Fraij, pour crime de guerre, en raison de l'utilisation de bombes barils (mélange d'explosifs, ferrailles et combustibles visant à faire le plus de victimes possible) contre des zones civiles à Deraa. L'un de ces barils a visé la résidence et l'école d'Abou Nabout, et a tué le professeur franco-syrien.

## Enseignement militaire supérieur
Le général Ayyoub a suivi divers cours et un enseignement militaire supérieur :
- Cours des Officiers, Licence en Sciences Militaire, Officier de Blindés, Académie militaire de Homs, 01.11.1973,
- Cours d'État-Major (École d'État-Major),
- Cours de Commandement et d'État-Major, Magistère en Sciences Militaires et Planification (École de Guerre),
- Cours Supérieur d'État-Major (Centre des hautes études militaires CHEM et Institut des hautes études de défense nationale IHEDN).

## Principales fonctions occupées
Le général Ayyoub a principalement occupé au sein de l'armée arabe syrienne les postes suivants :
- Commandant de divers brigades des forces terrestres et de la garde républicaine syrienne,
- Commandant de la 4e division blindée de l'armée arabe syrienne,
- Commandant le 1er Corps des forces terrestres de l'Armée arabe syrienne (regroupe les 1re Div., 4e Div., 5e Div et 7e Div.), Damas,
- Chef d'état-major général de l'Armée arabe syrienne, du 12.07.2012 au 31.12.2017.